# Ochthochloa
Ochthochloa és un gènere de plantes de la subfamília de les cloridòidies, família de les poàcies. És originari del nord d'Àfrica fins a l'Iran i l'Índia.
Fou descrit per Michael Pakenham Edgeworth a Journal of the Asiatic Society of Bengal 11: 26–27.

## Taxonomia
- Ochthochloa compressa  Hilu, 1941
- Ochthochloa dactyloides Edgew, 1842